# Walter Kasper
Walter Kasper (sinh ngày 5 tháng 3 năm 1933) là một Hồng y người Đức của Giáo hội Công giáo Rôma. Ông hiện đảm nhận vai trò Hồng y Đẳng Linh mục Nhà thờ Ognissanti in Via Appia Nuova. Ông từng đảm nhiệm vai trò Chủ tịch Hội đồng Giáo hoàng về Cổ võ Hợp nhất Kitô giáo, Chủ tịch Ủy ban Đổi thoại Liên tôn với Hồi Giáo trong vòng hơn 9 năm, từ năm 2001 đến khi hồi hưu năm 2010.
Vốn là một lãnh đạo giáo hội địa phương trước khi về phục vụ tại Giáo triều Rôma, hồng y Kasper từng đảm nhận vai trò giám mục chính tòa Giáo phận Rottenburg–Stuttgart trong vòng 10 năm từ năm 1989 đến năm 1999. Về giáo triều, ông từng đảm nhận vị trí Tổng Thư ký Hội đồng Giáo hoàng về Cổ võ Hợp nhất Kitô giáo trong hai năm từ 1999 đến năm 2001 trước khi chính thức trở thành Chủ tịch Hội đồng này và tại vị đến hiện nay. Ông được vinh thăng Hồng y ngày 21 tháng 2 năm 2001, bởi Giáo hoàng Gioan Phaolô II.

## Tiểu sử
Hồng y Walter Kasper sinh ngày 5 tháng 3 năm 1933, tại Heidenheim, Đức. Sau quá trình tu học dài hạn tại các cơ sở chủng viện theo quy định của Giáo luật, ngày 6 tháng 4 năm 1957, Phó tế Kasper, 24 tuổi, tiến đến việc được truyền chức linh mục. Cử hành nghi thức truyền chức cho tân linh mục Kasper là giám mục Carl Joseph Leiprecht, giám mục chính tòa Giáo phận Rottenburg. Ông đồng thời cũng là thành viên linh mục đoàn Giáo phận Rottenburg.
Sau 32 năm thi hành các công việc mục vụ trên cương vị và thẩm quyền của một linh mục, ngày 17 tháng 4 năm 1989, Tòa Thánh ra thông báo loan tin Giáo hoàng đã quyết định tuyển chọn linh mục Walter Kasper, 56 tuổi, gia nhập Giám mục đoàn Công giáo Hoàn vũ, với vị trí được bổ nhiệm là giám mục chính tòa Giáo phận Rottenburg-Stuttgart. Lễ tấn phong cho vị giám mục tân cử được tổ chức sau đó hai tháng vào ngày 17 tháng 6 cùng năm, với phần nghi thức truyền chức chính yếu được cử hành cách trọng thể bởi 3 giáo sĩ cấp cao, gồm vụ chủ phong là Tổng giám mục Oskar Saier, Tổng giám mục đô thành Tổng giáo phận Freiburg im Breisgau; hai vị giáo sĩ khác, trong vai trò phụ phong, gồm có giám mục Karl Lehmann, giám mục chính tòa Giáo phận Mainz và Giám mục Franz Josef Kuhnle, giám mục phụ tá Giáo phận Rottenburg-Stuttgart. Tân giám mục chọn cho mình khẩu hiệu: VERITATEM IN CARITATE.
Sau 10 năm đảm nhiệm vai trò của Giám mục chính tòa tại quê hương, Tòa Thánh quyết định thuyên chuyển giám mụcWalter Kasper về công tác tại Giáo triều Rôma, cụ thể bổ nhiệm làm Tổng Thư ký Hội đồng Giáo hoàng về Cổ võ Hợp nhất Kitô giáo. Thông cáo bổ nhiệm chức vụ mới này được Tòa Thánh công bố cách rộng rãi vào ngày 16 tháng 3 năm 1999. Giám mục Kasper rời khỏi vị trí giám mục chính tòa Giáo phận Rottenburg-Stuttgart sau đó vào ngày 31 tháng 5 cùng năm.
Qua việc tổ chức Công nghị Hồng y năm 2001 vào ngày 21 tháng 2, Giáo hoàng Gioan Phaolô II vinh thăng giám mục Walter Kasper tước vị danh dự Hồng y. Tân Hồng y thuộc phẩm trật Hồng y phẩm trật Phó tế và Nhà thờ hiệu tòa được chỉ định là Nhà thờ Ognissanti in Via Appia Nuova. Ông đã đến cử hành các nghi thức nhận nhà thờ Hiệu tòa của mình vào ngày 25 tháng 3 năm 2001.
Ngày 3 tháng 3 năm 2001, ông được bổ nhiệm làm Chủ tịch Hội đồng Giáo hoàng về Cổ võ Hợp nhất Kitô giáo kiêm thêm vai trò Chủ tịch Ủy ban Đổi thoại Liên tôn với Do Thái và giữ các chức vụ này đến ngày 1 tháng 7 năm 2010, khi Tòa Thánh chấp thuận đơn xin hồi hưu của ông theo Giáo luật về tuổi tác. Ngày 21 tháng 2 năm 2011, ông được thăng Đẳng Hồng y Linh mục và Nhà thờ Hiệu tòa được chỉ định như cũ.